# سیارک ۲۰۵۱۷
سیارک ۲۰۵۱۷ (به انگلیسی: 20517 Judycrystal، نامگذاری:1999RB35) بیست هزار و پانصد و هفدهمین سیارک کشف شده‌است که در ۱۱ سپتامبر ۱۹۹۹ کشف شد.
قدر مطلق سیارک برابر ۱۴٫۱۰ است.